# Kamut (növény)
A kamut ősi, tápláló gabona, mely Egyiptomból származik.  
A gabonafélék fáraójának is nevezik.
Azon kevés gabonafajták egyike, mely nem mutálódott más gabonafélékkel, nem nemesítették és kizárólag ökológiai gazdaságokban termesztik.

## További elnevezései
- Khorasan
- Pártus búza
- Balady durum (balady jelentése: miénk, helyi)
- Tevefog
- Próféta búzája (Noé a bárkán magával vitte és megmentette az emberiség számára)[7]

## Beltartalma

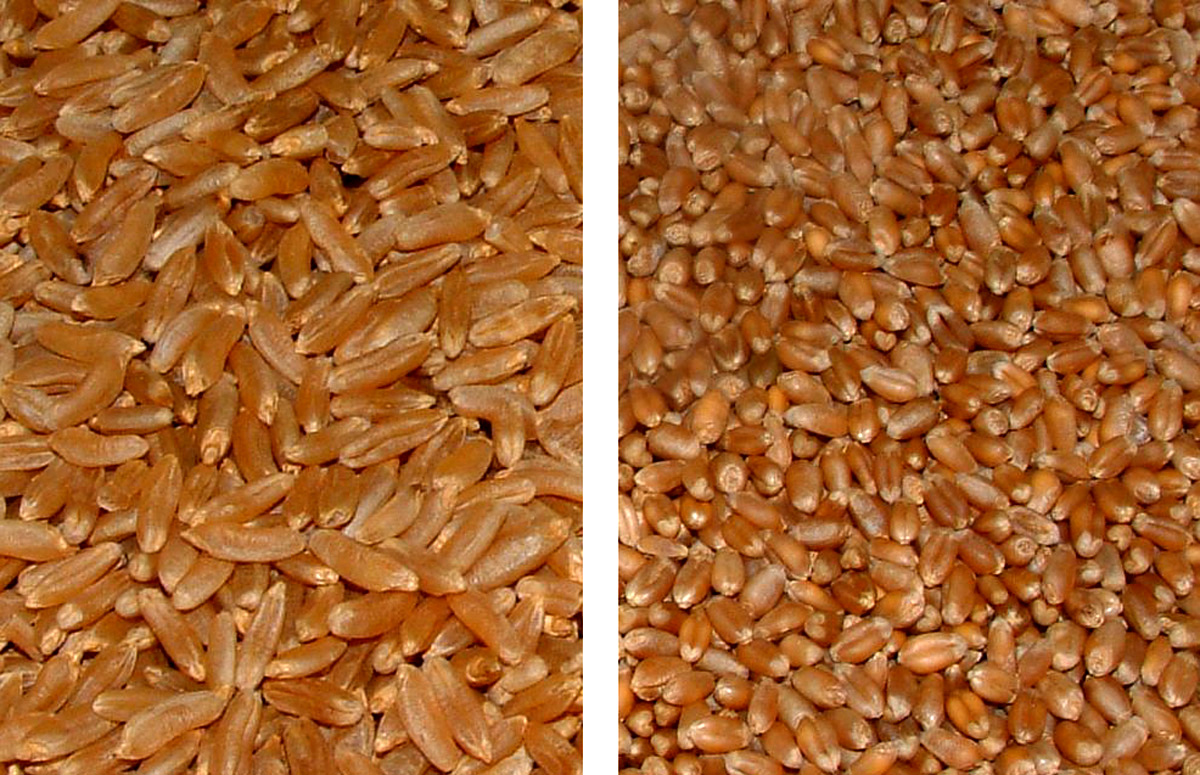

Kiváló beltartalmi értékű ősi búzafaj.
Az összes ma ismert gabonafélénél több energiát,
esszenciális aminosavat, ásványi anyagot, egyszeresen- és többszörösen telítetlen  zsírsavat tartalmaz.
Szerkezete leginkább egy jó minőségű durumbúzáéhoz hasonlít.
Fehérjetartalma 15%, a közönséges búzánál 20-40%-kal több fehérjét tartalmaz.
Szénhidrát tartalma alacsony, ennek jelentős hányada keményítő. Héjában és magjában rostok, pektin, lignin, cellulóz található.
Jelentős az E-vitamin, B1-vitamin, B2-vitamin, B3-vitamin, foszfor, magnézium, vas, cink és szelén tartalma.
Már 200 g kamutból sütött pékáru fedezi az ember napi nyomelem szükségletét.
Íze kicsit édes, mogyoróra és vajra hasonlít.

## Előnyei
Felnőttek és gyerekek is szívesen fogyasztják, íze nem tér el jelentősen a megszokott gabonából készült élelmiszerektől.
A szervezet megterhelése nélkül biztosít energiát és jóllakottság érzést hosszú időn keresztül.
Tartalmaz glutént, de a hagyományos gabonáknál ritkábban vált ki  allergiás reakciókat, ezért  az orvosok szokták javasolni azoknak a betegeknek is kipróbálásra, akik rosszul tolerálják  az általános elterjedt gabonaféléket.
Ezt az International Food Allergy Association (IFAA) vizsgálata is alátámasztja, mely szerint: „A legtöbb beteg számára, aki búza-túlérzékenységben szenved, a kamut kiváló helyettesítője lehet a normál búzának.”
Mivel glikémiás indexe alacsony (GI: 45), cukorbetegeknek és diétázóknak is ajánlott.
Könnyű emészthetősége miatt a gyomor problémákkal szenvedők is fogyaszthatják, jó hatással van az immunrendszerre is.
Segíti a májat a méregtelenítésben. 
A kamut csírázás közben többféle enzimet állít elő.
Napjainkban ismét kezd előtérbe kerülni a fogyasztása, de egyelőre leginkább Amerika területén termesztik.
US Whole Grain Council adatai szerint a Kamut fogyasztása 2013 óta a teljes ismeretlenségből 686%-kal nőtt.

## Felhasználása
A kamut különleges ízével és értékes beltartalmi anyagaival fontos gabonaféle.
Sokféleképpen felhasználható, például kenyerek és pékáruk sütéséhez, főzéshez, tésztafélék készítéséhez (akár tojás nélkül is), müzlikbe stb. Sokan még tönkölybúzánál is jobbnak tartják, mert nem csak az íze különleges, de sütési tulajdonsága is kiválóak, melyet magas sikér tartalmának köszönhet. 
A kamutból készült teljes kiőrlésű gabonakenyér sokáig friss marad, ízletes, könnyű, belsejének színe világos.

## Forgalmazott kamut termékek
- Kamut (szemes gabona), 500 grammos kiszerelésben. (Alkalmas csíráztatásra, vagy levesbetétként, esetleg saját házi malomban készített liszt őrléséhez.)
- Kamutpehely, 500 grammos kiszerelésben. (Müzlibe keverve, fasírozottként vagy pörköltnek elkészítve.)
- Kamutgríz, 500 grammos kiszerelésben. (Kása, vagy tejbegríz készítéséhez, levesbetétként daragaluskának.)
- Spagetti teljes kiőrlésű kamutlisztből, 500 grammos kiszerelésben.
- Szarvacska teljes kiőrlésű kamutlisztből 500 grammos kiszerelés.[1][14]

### Beszerzési források
Általában bioboltok, reformélelmiszereket is árusító üzletek.

## Receptek
- https://www.nosalty.hu/recept/kefirkovaszos-kamut-lisztes-kenyer
- https://www.nosalty.hu/recept/kamut-keksz-csokidarabokkal
- https://www.naturprojekt.hu/receptek/teljes-kiorlesu-kenyerek/teljes-kiorlesu-kamut-kenyer-106
- http://www.receptkiraly.hu/csirke-tagine-kuszkusz-es-kamut-korettel/